# Force X (force chinoise)
Pour les articles homonymes, voir Force X.

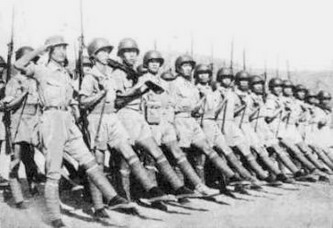
Un peloton de la Force X à l'entraînement

La Force X était le nom de code donné par l'état-major allié de l'Asie du sud-est à un groupe de divisions de l'Armée nationale révolutionnaire chinoise.
Ces divisions, commandées notamment par les généraux Sun Li-jen et Liao Yaoxiang, relevaient de 1942 à 1944 de l'autorité du général américain Joseph Stilwell, puis, de 1944 à 1945, de celle du général britannique Daniel Sultan. 
Les divisions chinoises qui allaient composer la Force X faisaient partie des troupes alliés rescapées qui se réfugièrent en 1942 aux Indes britanniques pour fuir l'offensive de l'empire du Japon lors de la première phase de la campagne de Birmanie (notamment la bataille de Yenangyaung). Elles furent assignées à Ramgarh (État de Jharkhand) où elles furent entraînées par l'armée américaine et équipées aux frais de l'armée britannique. 
Avec l'appui de l'unité Galahad, des Chindits et de la Force Mars, la Force X devint, à compter de 1943, le fer de lance de la reconquête de la Haute Birmanie par les alliés. Ses divisions les plus illustres étaient regroupées sous le nom de Nouvelle 1re armée, sous les ordres de Sun Li-jen. 
Durant la campagne de Birmanie, l'armée chinoise fut équipée de 48 M3 Stuart en 1943 et de 35 Sherman M4 entre 1943 et 1944.